# Сидоренко, Дмитрий Прокофьевич
Дмитрий Прокофьевич Сидоренко (1927 — 2019) — советский слесарь-сборщик в системе общего машиностроения. Герой Социалистического Труда (1969).

## Биография
Родился  10 мая 1927 года в селе Соколка, Кобелякского района,  Полтавского округа в крестьянской семье.
В 1945 году призван в ряды РККА, участник Советско-японской войны.
С 1951 года после увольнения в запас переехал в Днепропетровск и устроился работать слесарем-сборщиком на Южном машиностроительном заводе МОМ СССР, принимал участие в выпуске боевых ракет и подготовке к полёту Ю. А. Гагарина. 17 июня 1961 года за высокие показатели в труде был награждён Ордена Ленина.
29 августа 1969 года  «закрытым» Указом Президиума Верховного Совета СССР Дмитрию Прокофьевичу Сидоренко было присвоено звание Героя Социалистического Труда с вручением Медали «Серп и Молот» и Орденом Ленина.
С 1987 года на пенсии. Жил в Днепропетровске, умер 4 апреля 2019 года.

## Награды
- Медаль «Серп и Молот» (29.08.1969)
- Два Ордена Ленина (1961, 1969)
- Орден Отечественной войны II степени (1987)
- Юбилейная медаль «20 лет независимости Украины» (19 августа 2011 года) — за значительный личный вклад в социально-экономическое, научно-техническое и культурно-образовательное развитие Украинского государства, весомые трудовые достижения и многолетний добросовестный труд[3]
- Медаль «За победу над Японией»